# Bulbophyllum wadsworthii
Bulbophyllum wadsworthii là một loài phong lan thuộc chi Bulbophyllum.